# مازوت
المازوت أو المازوط

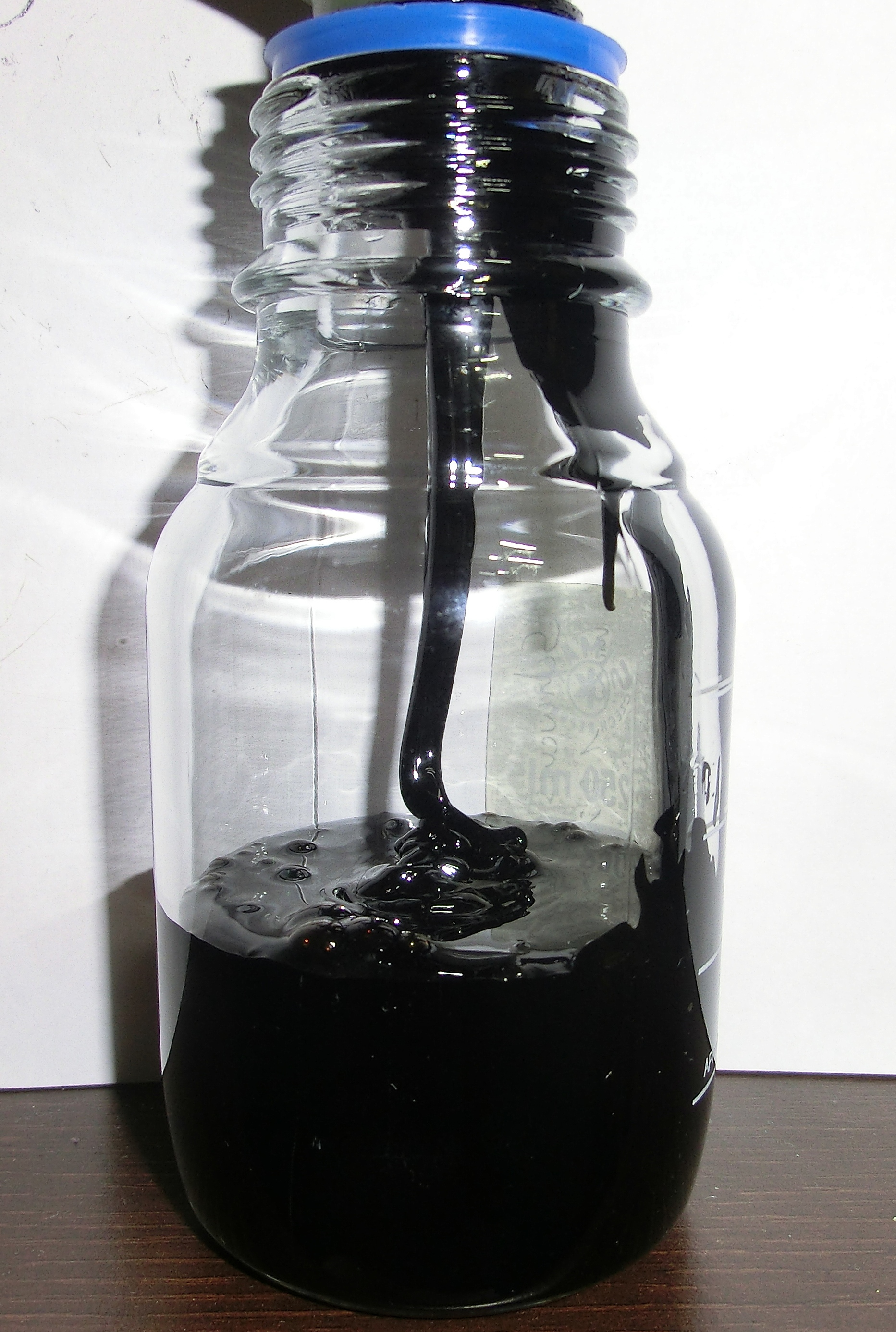

(بالإنجليزية: Mazut) هو منتج نفطي سائل خفيف اللزوجة وقابل للاشتعال. يستخدم كوقود لتشغيل السخانات والغلايات و القوارب وبعض السيارات والشاحنات.
ويعد زيت التدفئة شديد الشبه بوقود الديزل، حيث يصنف الاثنان على أنهما مواد مقطرة. ويتكون من خليط من الهيدروكربونات المشتقة من البترول تحتوي جزيئاتها ما بين 14-20 ذرة، أي انها خليط من المركبات التالية ونظائرها التي تحتوي على نفس عدد ذرات الكربون لكنها تختلف بعدد ذرات الهيدروجين والشوائب الأخرى.
C14H30، C15H32، C16H34، C17H36، C18H38، C19H40، C20H42.

### المازوت mazout
المازوت mazout سائل أصفر أو بني مائل للخضرة قليل اللزوجة، قابل للاشتعال، يتألف من مزيج المركبات الهدروكربونية المتبقية من تقطير البنزين والليغروين والكيروسين.
ويشكل المازوت مكوناً أساسياً في إنتاج زيوت الوقود وزيوت التزليق الخام والقطران والإسفلت.

#### تركيبه الكيمياوي
يشمل المازوت القطفة البترولية في درجة الغليان 230- 350 ْم، .
يحتوي على السلاسل الهدروكربونية C19 − C13، أحادي وثنائي وحلقي البرافينات والنفتينات, وأيضاً أحادي وثنائي العطريات، إضافة إلى الحموض النفتينية والأليفاتية والمركبات العضوية الحاوية على معادن: كالفاناديوم والنيكل والحديد والمغنسيوم والصوديوم والكلسيوم. تحدد المكونات الجزيئية للمازوت صفاته التطبيقية: كالاحتراق وقابلية الالتهاب المرتبطة بعدد السيتان وقرينة الديزل عند انخفاض درجة الحرارة، وتقاس جودة المازوت المستعملة في محركات الديزل بعدد السيتان (الهكساديكان C16H34)، فكلما ازداد هذا العدد ارتفعت قرينة الديزل، وذلك حسب العلاقة الخطية الآتية: (قرينة الديزل = عدد السيتان +3) .

##### طرائق تصنيع المازوت(المازوط) ومعالجته.
يعدّ المازوت الوقود السائل الأساسي للحصول على الطاقة الناتجة من معالجة البترول في مصافي التكرير، ويستحصل عليه بطريقتين: الأولى التقطير الجزئي المباشر للبترول حسب درجات غليانه من دون أي تفكك للتركيب الجزئي، والثانية بالتكسير من بواقي التقطير النهائي للقطرات النفطية مع التفكيك الجزئي للمركبات الهدروكربونية. تحتوي مجموعة المازوت الخام بعد إنتاجه على كميات من الشوائب الضارة ذات نشاط تآكلي. وللتخفيف من تلف المحركات ومنع تلوث السطح الخارجي مثل الشوائب الميكانيكية كالغبار والتراب والمعلقات الصلبة، أو الشوائب الكيمياوية كالحموض النفتينية وفينولات والمركبات الأُكسجينية، والمركبات الآزوتية والمركبات الكبريتية، مثل كبريت الهدروجين والكبريتيدات وغيرها، إضافة إلى مركبات المعادن، تعالج قطعة المازوت ضمن وحدة معالجة خاصة حسب درجة التقطير والقطفة البترولية ودرجة التجمد، كما تخضع إلى عدة معالجات قبل الاستخدام مثل الترقيد والتصفية والامتزاز والتجفيف من الرطوبة والتنقية بالمحلات المائية والقلوية. ويضاف إلى المازوت مواد محسِّنة (إضافات) لتحسين أدائها مثل محسنات الاشتعال (تسريع الاشتعال) ومانعات تشكل فحم الكوك، وانسداد فالات البخاخات, ومحسِّنات قابلية الخزن، ومحسِّنات خافضة لدرجات الحرارة. ثم يوزع على الخزانات من أجل الاستخدام.

###### خصائصه الفيزيائية والكيمياوية.
ترتبط خصائص المازوت الفيزيائية والكيمياوية بالتراكيب الكيمياوية لمواد النفط الأولية ودرجة حرارة التكسير ونسبة تقطير الأجزاء النفطية القياسية. ويتميز المازوت بالمواصفات القياسية الآتية: 
1. الكثافة 0.820 ـ 0.880،
2. اللزوجة 8 ـ 80مم2/ثا في درجة الحرارة 100 ْم.
3. نقطة الوميض 60 ْم (حد أدنى).
4. محتوى الكبريت 0.5 ـ 3.5%.
5. نقطة الأنيلين 65 ْم حد أدنى.
6. قرينة الديزل 52 ـ 65.
7. نقطة الانصباب 14ـ20 ْم حد أعلى.
8. نسبة الرماد 0.01 ـ 0.3%.
9. محتوى الماء والرواسب 0.05- 5% .
10. الحموض والقلويات (لا يوجد).
11. التقطير:

- الحجم المقطر 85 كحد أعلى عند درجة الحرارة 350 ْم.

- الحجم المقطر 50 (حد أعلى) عند الدرجة 280 ْم.

- الحجم المقطر 90 (حد أعلى) عند الدرجة 283 ْم.

### أنواع المازوت.
تتباين أنواع المازوت حسب وجهة الاستخدام والشروط المناخية، ومن أهمها:
- المازوت الشتوي: وهو أخف الأنواع من حيث مواصفاته، حيث يستخدم لدرجة حرارة -30 ْم.

- المازوت الصيفي: وهو أثقل الأنواع ويستخدم لدرجة حرارة -5 ْم.

- المازوت الخاص: وهو نوع محسّن ذو رقم سيتان مرتفع ودرجة تجمده -15ْم، يستعمل في الأجواءز المعتدلة.

وينتج من تقطير قطفات المازوت ما يأتي:
- الديزل: سائل بني قاتم قليل اللزوجة تراوح كثافته بين 0.840 ـ 0.880، ودرجة وميضه بين60 ـ 80 وتركيبه من C11 − C18. ينتج من تقطير قطفات المازوت، يستخدم وقوداً في محركات الديزل والمولدات الكهربائية.

- السولار: سائل بني قاتم قليل اللزوجة تراوح كثافته بين 0.850 ـ 0.880، ودرجة وميضه بين60 ـ 80 وتركيبه من C14 − C18. ينتج من تقطير قطفات المازوت، ويستخدم وقوداً وفي الصناعات البترولية، كإنتاج بعض قطفات البنزين ,والصناعات الطبية كزيت الفازلين ,وفي الصناعات العسكرية كالقنابل الدخانية.

#### استخدامات المازوت
يستخدم المازوت في مجالات متعددة أهمها:
- يستخدم في الأغراض المنزلية كالطبخ والتدفئة ومواقد الأفران ومحركات الإنارة.

- يستخدم وقوداً للمدافئ الزراعية والمعدات والآلات الزراعية والجرارات، وبعض الآلات المائية.

- يستخدم وقوداً مولداً للطاقة الميكانيكية والكهربائية، وفي التدفئة المركزية والمواقد الصناعية والمادة الأساسية لإنتاج زيوت الوقود وزيوت التزليق والقطران والإسفلت.

- يستخدم وقوداً في السيارات والشاحنات والقاطرات والمحطات الكهربائية المتنقلة والزوارق النهرية.

#### اختبارات المازوت
يخضع المازوت بصورة عامة إلى عدة اختبارات للمحافظة على جودته في أثناء التداول والصرف والتخزين، ومن أهمها اختبارات: الوزن النوعي والكثافة واللزوجة والقيمة الحرارية الدنيا والعليا، ومنحني الغليان والحموضة، وتآكل الصفيحة النحاسية، ونقطة الوميض والاحتراق، ونقطة الأنيلين وقرينة الديزل، وعدد السيتان ونقطة الانصباب، ونسبة الرماد والحموض والقلويات، ونسبة الكربون، والتلوث الحيوي والبكتريا والفطور والخمائر والتلوث البيئي (غازات الاحتراق، أكاسيد الكربون، أكاسيد الكبريت، أكاسيد الآزوت، المعلقات الصلبة).

## القي نظرة على
- وقود التدفئة